# Amblostoma
 Amblostoma  es un género de unas 3 especies de orquídeas epífitas. Fue propuesta por Michael Joseph François Scheidweiler en Allgemeine Gartenzeitung 6: 383, en 1838, cuando se describe la especie tipo  Amblostoma cernuum. Es originaria de Suramérica tropical, Perú, Brasil.

En Kew figura como sinónimo de Epidendrum.

## Etimología
El nombre Amblostoma ( Amb.) procede del griego "amblo" = "romo" y   "stoma" = "boca", en referencia a la apariencia plana de la flor, debido a que el labelo está firmemente unido a la columna.

## Distribución y hábitat
El género Amblostoma está compuesto de una decena de especies epifitas de plantas de crecimiento cespitoso o subcespitoso, con baja densidad de tallos ramificados, formando grandes plantas herbáceas. Se producen en casi todos los tipos de bosques y en los campos abiertos, al abrigo de la luz solar directa. Se encuentra en América Latina, salvo en Chile. Algunas especies prefieren las partes altas, donde los árboles reciben más luz y menos humedad.

## Descripción
Se caracteriza por presentar un rizoma más o menos corto, y pseudobulbo en posición vertical muy alargado, ligeramente fusiforme, engrosado en la parte superior donde la hojas son persistentes. Las hojas son alternas, herbáceas, lineales lanceoladas. La inflorescencia es apical, paniculada, generalmente con unas pocas ramas en racimo o arqueadas, llena de flores pequeñas que se abren de forma simultánea, se encuentran agrupadas, y son de color pálido, verdoso o amarillento, a menudo con tonos de rosa fuerte.
Las flores tienen sépalos y pétalos de diferentes tamaños, son ovaladas, filiformes, a veces carnosas, otras veces fláccidas, cóncavas, con el labio soldado a la columna de la base y divididas en tres lóbulos. Tiene cuatro polinias.
Una de las especies asignadas a este género, la Amblostoma armeniacum presenta flores diminutas muy diferente del resto de las especies, principalmente en la estructura de los labios. Estas flores se asemejan a las de Hormidium pygmaeum. En el estudio anterior de João Barbosa Rodrigues sobre la subtribu Laeliinae, esta especie es sorprendentemente incluida entre Orleanesia y Caularthron. 

Según el "Royal Botanic Gardens" Kew, es un sinónimo de Epidendrum.

## Especies de Amblostoma
- Amblostoma armeniaca
- Amblostoma cernua
- Amblostoma dusenii Kränzl.
- Amblostoma gracile Garay var. robustum C. Schweinfurth Perú.
- Amblostoma tridactylum (Lindl.) Rchb. f.( Perú, Brasil ) VER: Epidendrum tridactylum.